# موزه ملی استونی

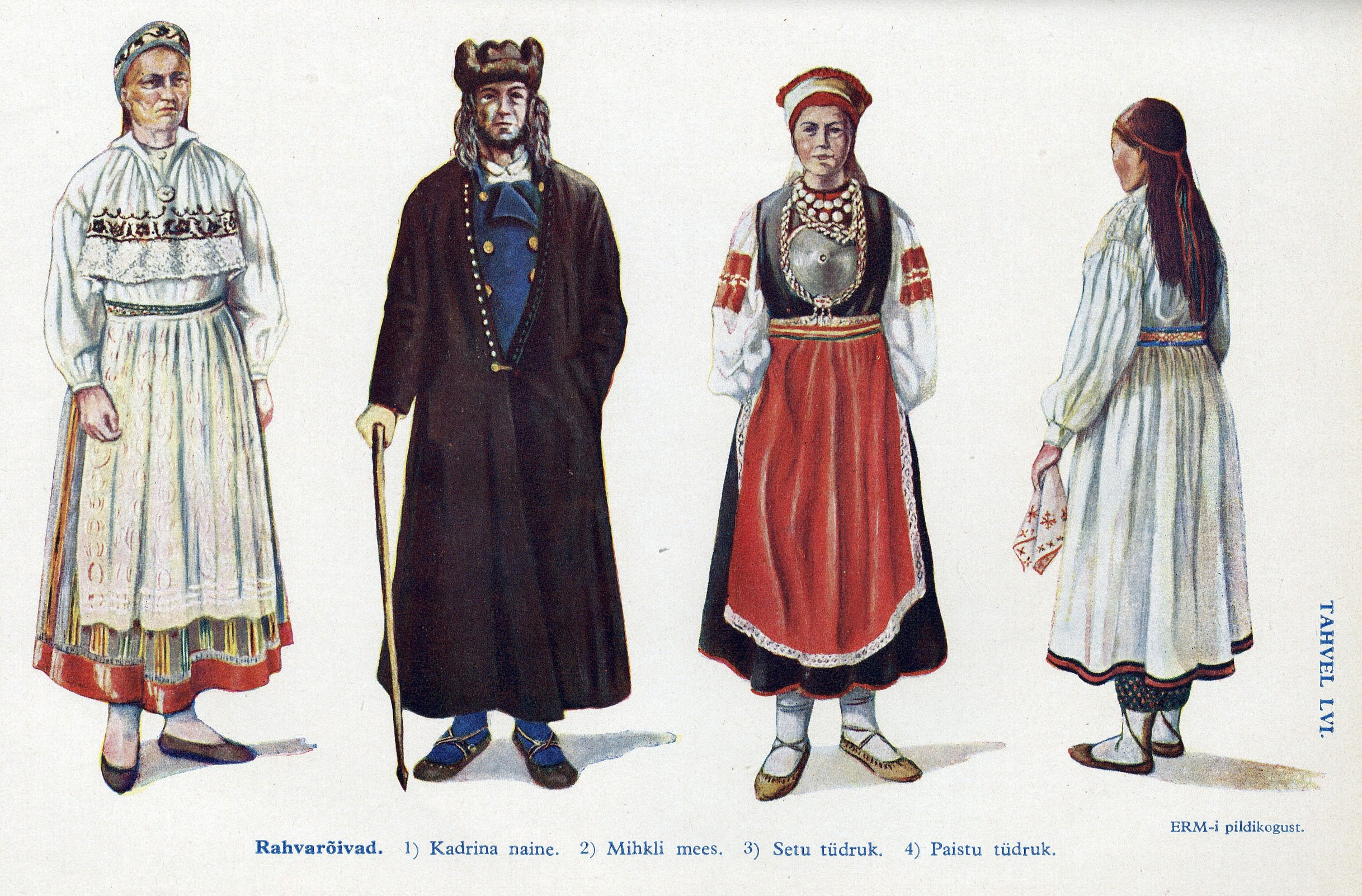
Estonian national costume: ۱. Kadrina ۲. دهستان کونگا 3.Seto ۴. Paistu

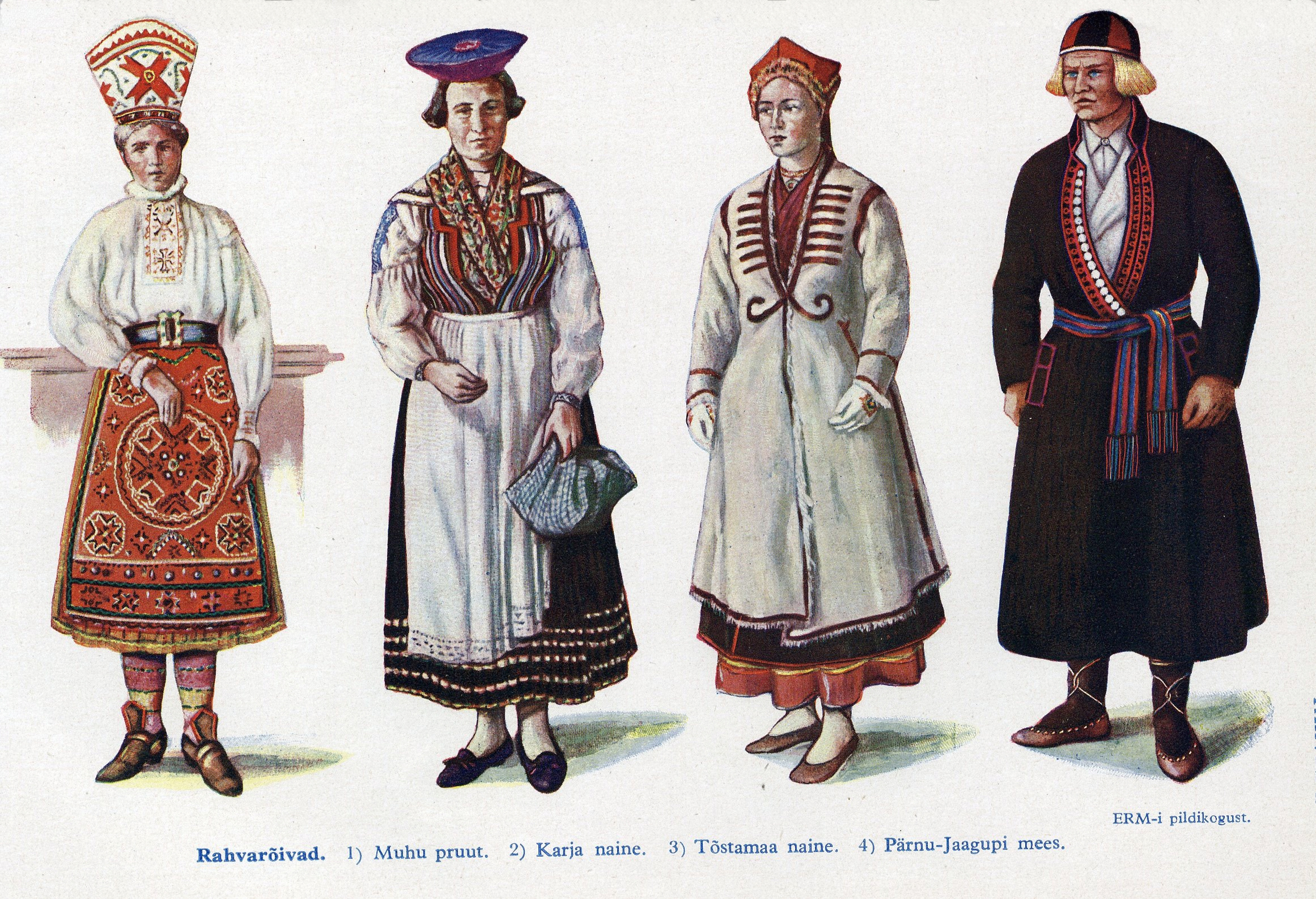
Estonian national costume: ۵.موهو ۶.سارما ۷. دهستان توستاما ۸. دهستان هالینگا

موزه ملی استونی (استونیایی: Eesti Rahva Muuseum) یک موزه مردم‌شناسی در تارتو، استونی است.
این موزه که در سال ۱۹۰۹ میلادی تأسیس شده در مورد مردم، هنرها، سنت‌ها و فرهنگ مردم استونیایی و مردمان فین‌واوگری ایجاد شده است.

## نگارخانه

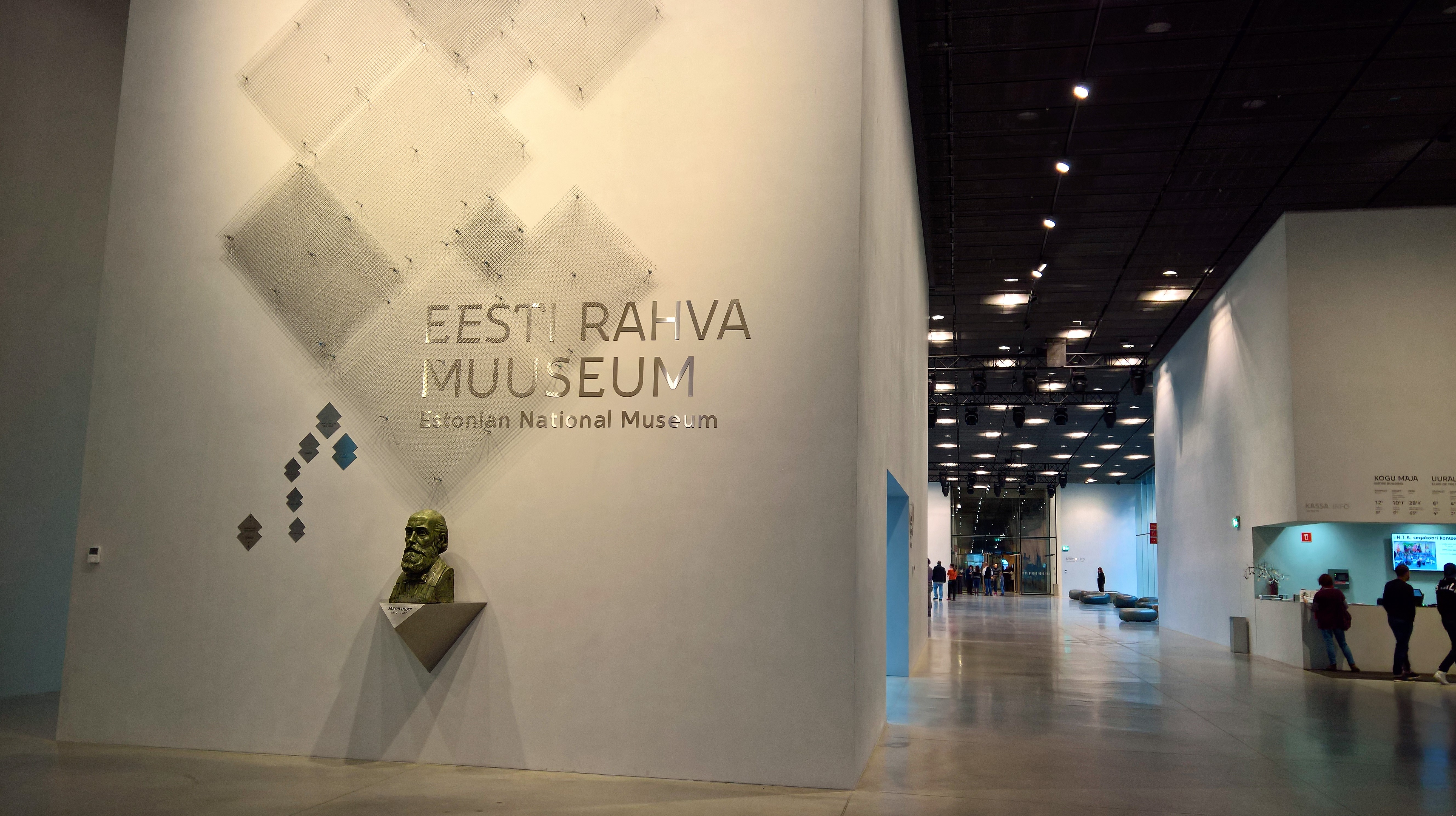
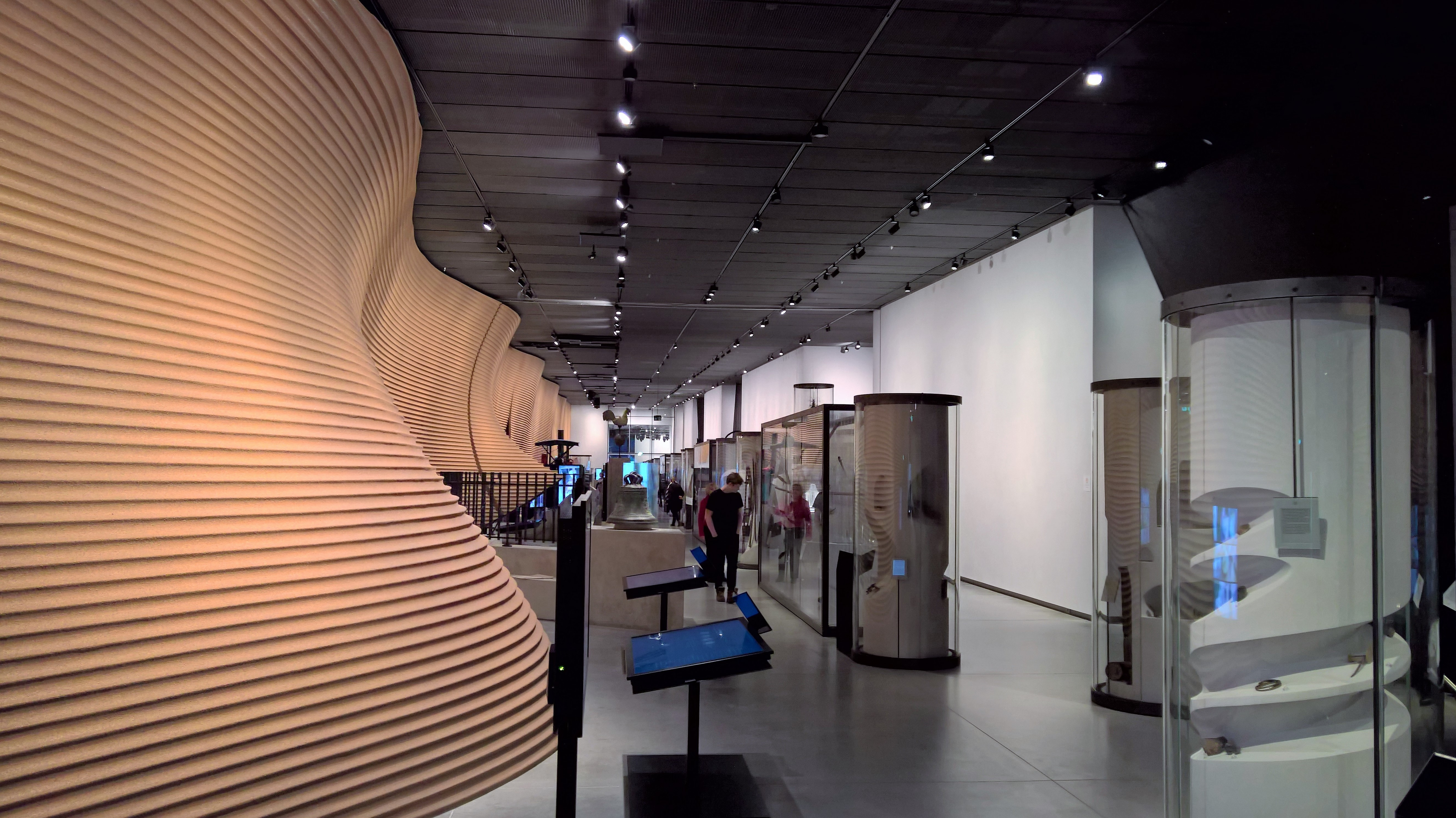
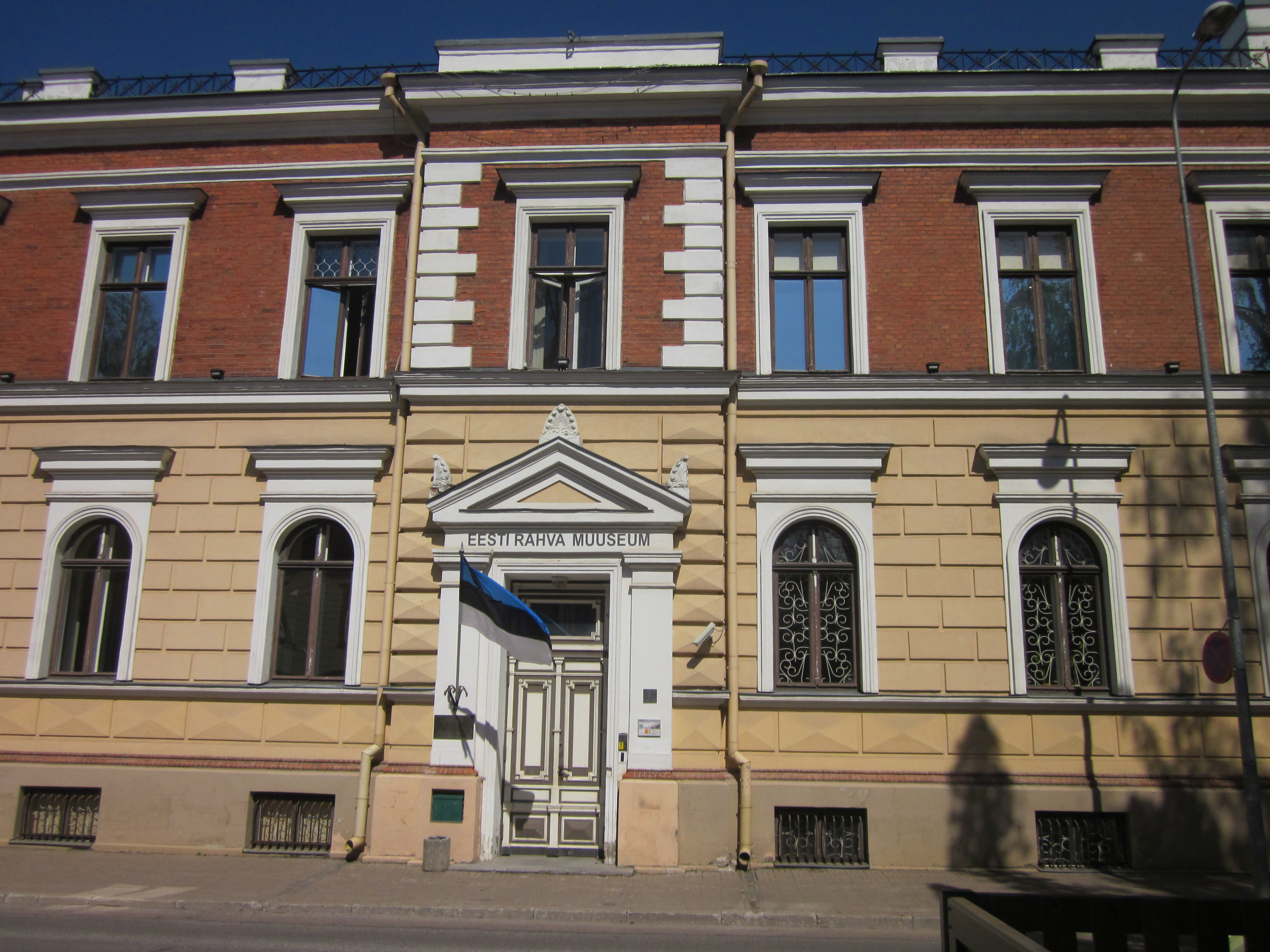
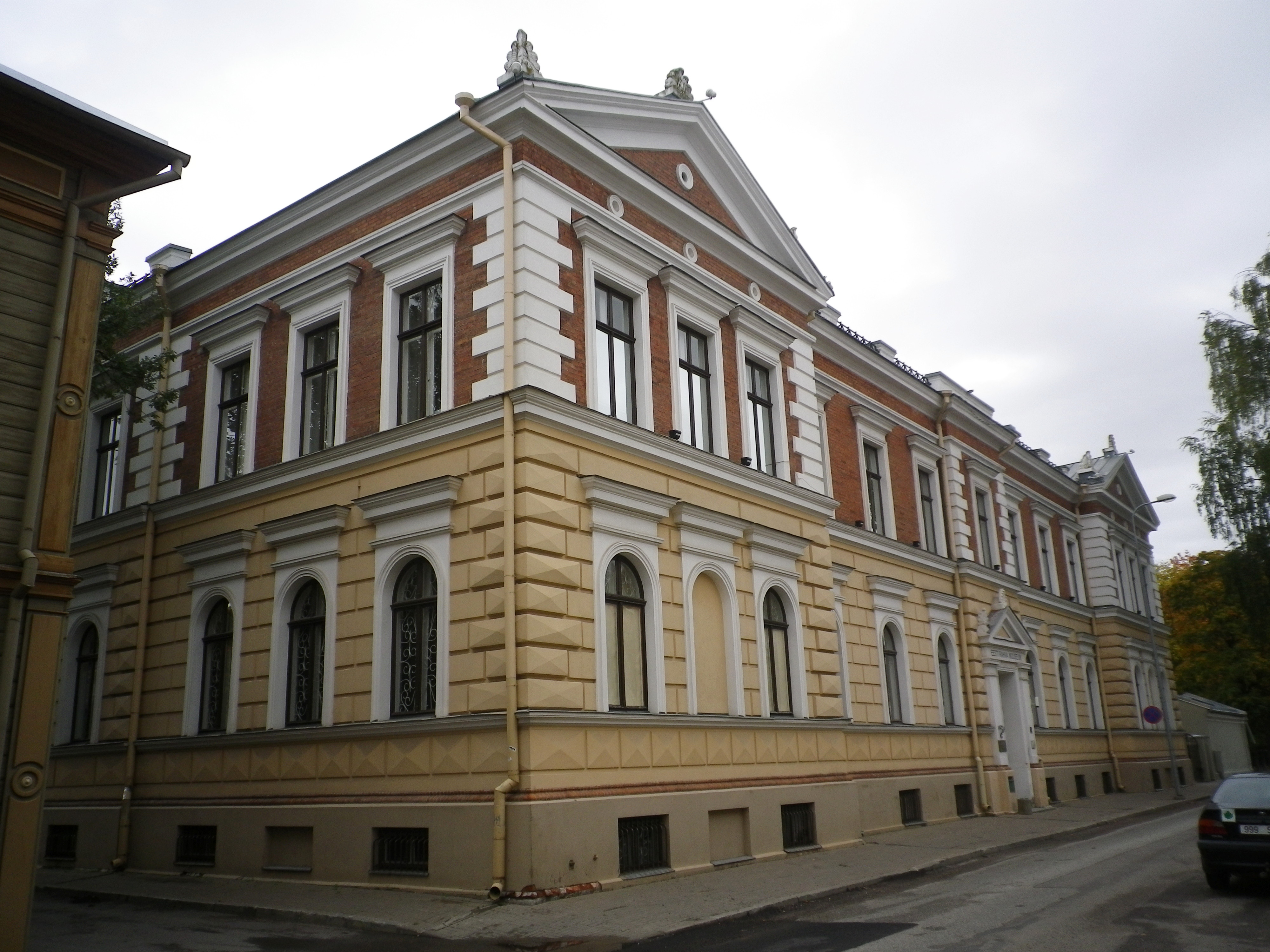